# Jai Paul
Pour les articles homonymes, voir Paul.
Jai Paul est un auteur-compositeur, producteur et artiste britannique. Sa première démo, BTSTU, lui a permis d'être découvert en ligne et d'obtenir un contrat d'enregistrement avec XL Recordings, label indépendant avec lequel il enregistre son morceau suivant, Jasmine. Ces deux démos ont notablement influencé la musique pop, underground comme grand public, des années 2010,.
Un album démo composé de chansons de son premier album avorté, Bait Ones, est officieusement divulgué en 2013 par une source inconnue à la surprise et aux acclamations des critiques, ce qui conduit Paul à se retirer temporairement du monde de la musique. Il revient en 2019 avec la sortie officielle de son album divulgué et d'un nouveau double single intitulé Do You Love Her Now / He. En 2023, à Coachella, il se produit en live pour la première fois de sa carrière.

## Discographie

### Albums
- Leak 04-13 (Bait Ones) (2019)[4]

### Singles
| Titre | Année | Classement | Album                  |
| Titre | Année | UK         | Album                  |
| --- | ----- | ---------- | ---------------------- |
| BTSTU (edit) | 2011  | 139        | Leak 04-13 (Bait Ones) |
| Jasmine (demo) | 2012  | —          | Leak 04-13 (Bait Ones) |
| Do You Love Her Now                                                                                                 | 2019  | —          |                        |
| He | 2019  | —          |                        |
| Le signe « - » indique un enregistrement qui n'a pas été classé ou qui n'a pas été publié dans le pays en question. |       |            |                        |

### Singles collaboratifs
| Titre  | Année | Autre(s) artiste(s) | Album |
| ------ | ----- | ------------------- | ----- |
| I Care | 2023  | Fabiana Palladino   | TBA   |